# Helenski jezici
Helenski jezici (grčki jezici), skupina indoeuropskih jezika koji se govore na području Grčke, a obuhvaća 6 jezika (dva izumrla) podijeljenih na dvije skupine, to su atička s pet jezika i dorska s jednim.
Helenoromanski ili rimskogrčki [rge] klasificira se u miješane jezike i njime se služi tek oko 30 osoba (2000).

## Klasifikacija
A) dorski jezici (1) Grčka: tsakonski [tsd].
B) atički jezici (5) Grčka, Izrael: grčki [ell], judeogrčki [yej], kapadocijski grčki [cpg] †, pontski [pnt], starogrčki [grc] †
Dorski jezici, jedna od dviju skupina helenskih ili grčkih jezika koji pripadaju indoeuropskoj porodici. Danas mu je jedini živi predstavnik cakonski jezik kojim govore planinski stočarski narod Cakoni (Tsakoni) s Peloponeza, kojih osamdesetih godina 20. stoljeća ima nešto preko 1 000 a izloženi su jezičnoj grecizaciji, pa ih je peostalo 200 (Salminen 2007).

## Vanjske poveznice
- Ethnologue (14th)
- Ethnologue (15th)